# Centre militaire de transfusion sanguine
Le Centre militaire de transfusion sanguine est un établissement public tunisien à caractère industriel et commercial chargé de collecter, préparer, qualifier et distribuer les produits sanguins labiles (sang, plasma, plaquettes) en Tunisie, en vue de leur transfusion.

## Missions
Le centre a les missions suivantes :
- Assurer les besoins des militaires et éventuellement des civils en produits sanguins labiles et stables ;
- Collecter, traiter, conserver et distribuer des produits sanguins ;
- Assurer un stock permanent en produits sanguins stables ;
- Sensibiliser au don de sang ;
- Assurer la thérapeutique transfusionnelle ;
- Assurer l'enseignement et la formation au profit de ses cadres ainsi qu'au profit des élèves et stagiaires relevant des établissements de l'enseignement militaire et civil ;
- Participer à la recherche scientifique en matière de transfusion sanguine.

Il participe également à l'autosuffisance en produits sanguins et dérivés. Il réalise à lui seul le quart du besoin national en ces produits ; c'est le seul centre en Tunisie qui produit de l'albumine humaine à 20 %, dont la capacité de production actuelle est estimée au tiers du besoin national.

## Activités
Ses services sont les suivants :
- service de collecte
- service de distribution
- service d'immuno-hématologie
- service de sérologie bactérienne et virale
- service de production des produits sanguins stables (albumine humaine)
- service de contrôle qualité